# الکساندر دارچ
الکساندر دارچ (انگلیسی: Alexander Dartsch؛ زادهٔ ۲۹ اوت ۱۹۹۴) بازیکن فوتبال اهل آلمان است.
از باشگاه‌هایی که در آن بازی کرده‌است می‌توان به باشگاه فوتبال کمنیتس اشاره کرد.